# Sara McMann
Sara McMann (ur. 24 września 1980) – amerykańska zapaśniczka. Srebrna medalistka z Igrzysk w Atenach 2004 w kategorii do 63 kg. Siedmiokrotna uczestniczka Mistrzostw Świata (2000-03,2005-07), trzykrotna medalistka 2003, 2005, 2007. Dwukrotna mistrzyni Igrzysk Panamerykańskich z 2003 i 2007 roku. Zdobyła dwa medale na Mistrzostwach Panamerykańskich, srebro w 2000, brąz w 2001. Wygrała Puchar Świata w 2007, zajęła drugie miejsce w 2003 i trzecie w 2006. Zawodniczka Gardner–Webb University.
Później walczyła w Submission fighting. Mistrzyni Świata w NoGi-Grapplingu z 2009 roku. Po zakończeniu kariery amatorskiej (od 2011 roku) zawodniczka mieszanych sztuk walki (MMA).